# Luisenstift

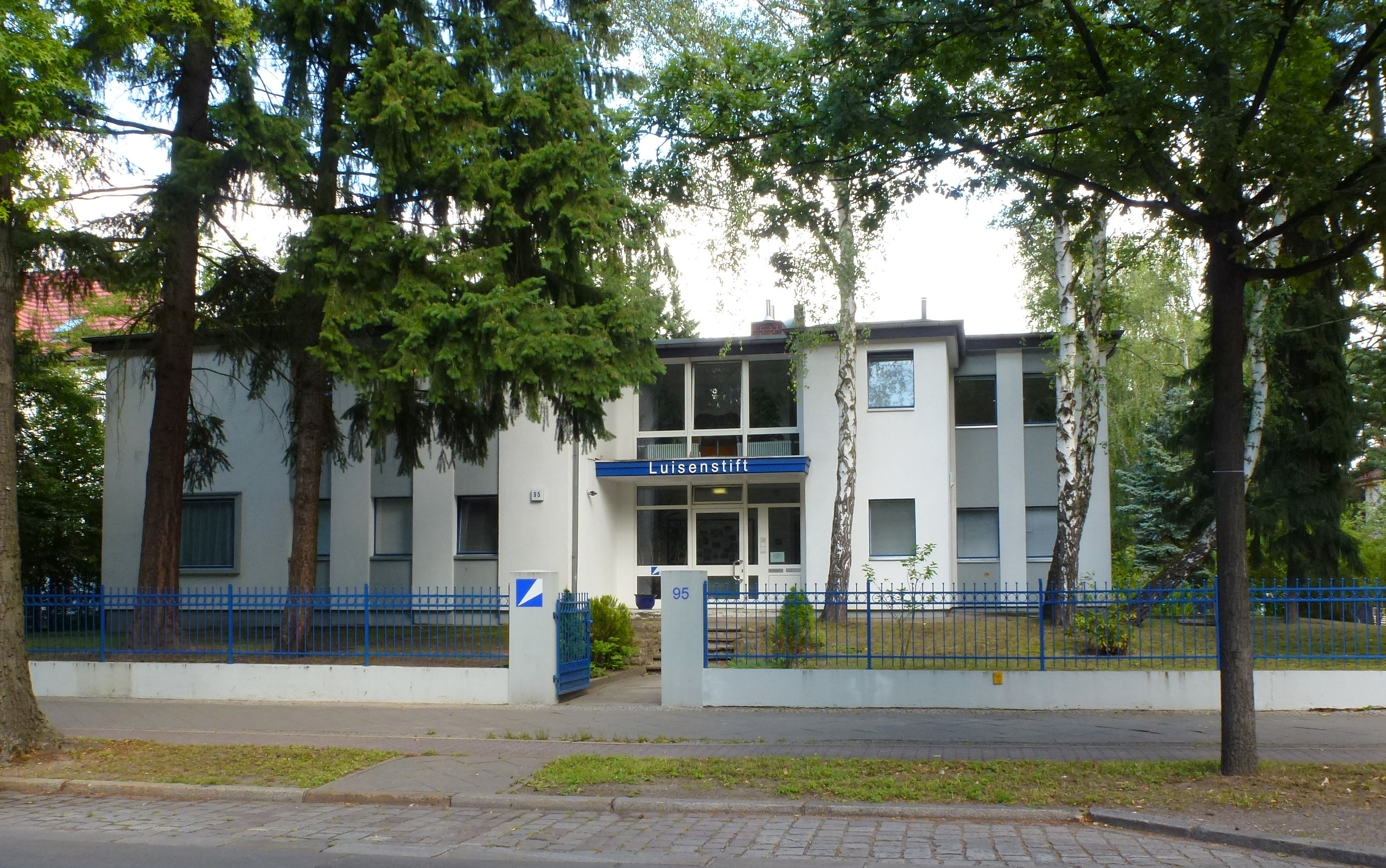
Das Luisenstift in der Königin-Luise-Straße 95 in Berlin-Dahlem

Das Luisenstift ist die älteste Kinder- und Jugendhilfeeinrichtung in Berlin, eine Stiftung des bürgerlichen Rechts und Mitglied des Diakonischen Werkes. Sie bietet für rund 40 Kinder und Jugendliche unterschiedliche Wohn- und Betreuungsformen an. Das Luisenstift liegt an der Königin-Luise-Straße im Ortsteil Dahlem.

## Geschichte
Die Berlinische Erziehungs- und Industrie-Anstalt wurde am 9. September 1807 von dem Probst der Petrikirche, Gottfried August Ludwig Hanstein, dem Bankier Jacob Herz Beer und dem Architekten Ludwig Friedrich Catel gestiftet. Das Protektorat übernahm die preußische Königin Luise, die auch zustimmte, dass die Einrichtung den Namen Luisenstift tragen durfte. Das Luisenstift ist nicht zu verwechseln mit der im 19. Jahrhundert ebenfalls in Berlin existierenden Luisensftiftung, einer Bildungsanstalt für weibliche Erzieherinnen.
Im Luisenstift wurde Jungen, die zu verwahrlosen drohten, Elementarunterricht angeboten, in höheren Klassen auch Geografie, Geschichte und Naturkunde und praktische Vorbereitungen auf einen Beruf. Es konnten ungefähr 60 Jungen zwischen sieben und zehn Jahren aufgenommen werden, die bis zum 14./15. Lebensjahr unterrichtet wurden.
Untergebracht war das Luisenstift zuerst im Gebäude der alten Propstei der Nikolaikirche in der Propstgasse 7. 1838 konnte dann der Umzug in ein eigenes Haus in der Husarenstraße 15 (ab 1857 Hollmannstraße) erfolgen. Das Gebäude hatte der Stadtrat und Mäzen Carl Friedrich Hollmann zur Verfügung gestellt.
Es folgte eine wechselhafte Geschichte im 20. Jahrhundert, mit Umzügen 1907 in die Limonenstraße 14 in Groß-Lichterfelde, 1927 in den Weddigenweg 16 in Lichterfelde und endlich 1932 auf das heutige Grundstück in Berlin-Dahlem, Königin-Luise-Straße 95. Im Jahr 1945 wurde das Gebäude zerstört, 1957 erfolgte die Grundsteinlegung für ein neues Gebäude auf dem alten Gelände und am 20. Juli 1959 die Einweihung des neuen Luisenstifts als Wohnheim für männliche Jugendliche. 1997 wurde das gesamte Gebäude umgebaut und modernisiert.
Während der Januarkämpfe 1919 (Spartakusaufstand) hatte Gustav Noske hier sein Quartier als Oberbefehlshaber der Regierung aufgeschlagen, um als Organisator der Freikorps gegen das revolutionäre Berlin vorzugehen.

## Organisation
Das Luisenstift ist eine gemeinnützige Stiftung des bürgerlichen Rechts. Entscheidungsorgan der Stiftung ist das Kuratorium. Die Kuratoriumsmitglieder üben ihr Amt ehrenamtlich aus. Den Vorsitz hat Konrad Rieks inne. Seit 2011 leitet Birgit Labes als hauptamtliche Geschäftsführerin das Luisenstift.